# 小松和蔵
小松 和蔵（こまつ わぞう）は、日本の化学者。

## 略歴
長野県岡谷市出身。長野県諏訪中学校（現・長野県諏訪清陵高等学校・附属中学校）を経て、東京工業大学（現・東京科学大学）卒業。同大学教授。定年退官後、東京農工大学教授、神奈川工科大学教授。

## 共訳
- 『セラミックス材料科学入門基礎編』 W.D.キンガリー 著 佐多敏之、守吉佑介、北澤宏一、植松敬三 共訳 内田老鶴圃
- 『セラミックス材料科学入門応用編』 W.D.キンガリー 著 佐多敏之、守吉佑介、北澤宏一、植松敬三 共訳 内田老鶴圃 1981年

## 受賞歴
- 日本セラミックス協会 学術賞 1975年度[1]